# رنگ (نشان‌شناسی)
منظور از رنگ در نشان‌شناسی، محدوده ای از رنگ‌ها و الگوهایی است که برای توصیف، تعریف و نویسار درست جنبه‌های مختلف یک نشان یا پرچم یا نماد از آن استفاده می‌شود.

## ایجاد و گسترش در اروپا
قوانین و روش‌های اجرای رنگ‌ها برای نشان‌ها به دوران نخست ایجاد این هنر، پایان سدهٔ دوازده و آغاز سدهٔ سیزده میلادی بازمی‌گردد. در این دوران کاربرد پنج رنگ اولیه، دو گونه فلز و دو گونه خَز در کارها به چشم می‌خورد. این رنگ‌ها و مواد اولیه، استاندارد ساخت نشان و پرچم را تعیین کرد و پس از آن هرچه ساخته می‌شد ترکیب این ۹ ماده بود.
ترکیب رنگ‌ها در نشان‌های فرانسوی بیشتر دارای رنگ طلایی و لاجوردی بود در حالی که نشان‌های بریتانیایی به شدت از نقره و قرمز استفاده می‌کردند و برخلاف نشان‌های فرانسه معمولاً کمی سبز داشتند. نشان‌های آلمانی مقدار زیادی از رنگ سیاه استفاده می‌کردند و کمتر از خز و رنگ ارغوانی شاهی بهره می‌بردند.

### رنگها
پنج رنگ اصلی عبارتند از:

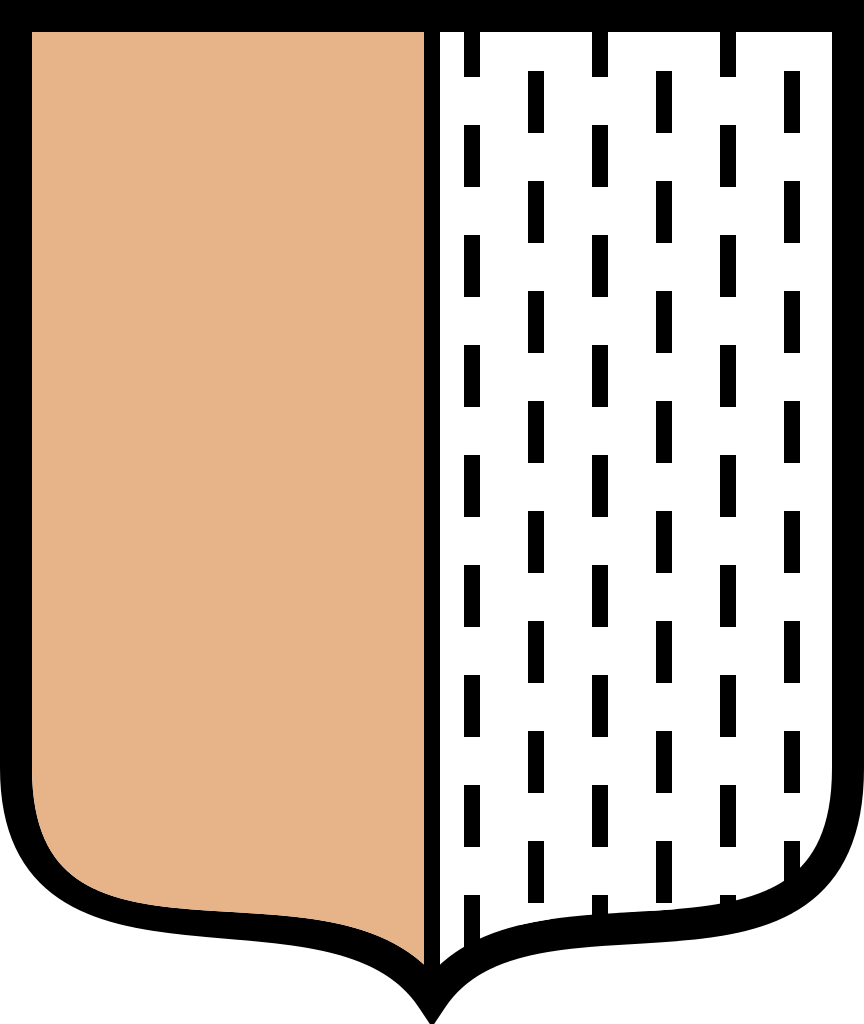
رنگ پوست

- قرمز (Gules)، که در انگلیسی به آن گیولز گفته می‌شود و احتمال می‌رود این واژه از گل در فارسی آمده باشد.
- سیاه (Sable)، که نام لاتین آن از نام یک گونه سمور سیبری گرفته شده که برای خز تیره اش معروف است.
- لاجوردی (Azure)، که نامش از واژهٔ فارسی لاژورد گرفته شده.
- سبز (Sinople)، که نام آن از سینوپ که برای رنگ دانه‌هایش شناخته می‌شود، گرفته شده.
- ارغوانی شاهی

#### دیگر رنگها
رنگ خاکستر، رنگ قهوه ای که در نشان‌های آلمانی جایگزین ارغوانی شد، رنگ بنفش مایل به قرمز که در نشان‌های نظامی بوهمها استفاده می‌شد (۱۷۰۱ میلادی)، رنگی آهنی و رنگی شبیه پوست، همگی رنگ‌هایی است که بعداً اضافه شد.

### خز
خز بکار رفته در نشان‌ها یکی از خز قاقم بود که خز سفید زمستانی آن کاربرد داشت و دیگری خز سنجاب قرمز بود که در بالا ترکیب رنگ آبی-خاکستری و در پایین سفید بود. از این خزها در حاشیهٔ شنل‌ها و لباس افراد نجیب‌زاده استفاده می‌شد.